# Aveu en droit civil québécois
En droit civil québécois, l'aveu est la reconnaissance d'un fait de nature à produire des conséquences juridiques contre son auteur (art. 2850 C.c.Q.). Il peut être judiciaire ou extrajudiciaire.

## Aveu judiciaire
L'aveu judiciaire est celui qui est fait au cours de l'instance (art. 2852 C.c.Q.). Il peut être exprès, comme par une admission dans un acte de procédure.
Dans certains cas, l'aveu judiciaire implicite est aussi admis lorsque la loi le prévoit (voir les articles 262, 264 et 225 du C.p.c. pour de telles situations).
L'aveu judiciaire est toujours recevable, sauf exception (217 C.p.c, 2821 C.c.Q, 258 C.p.c.). L'aveu judiciaire fait preuve contre son auteur et est irrévocable à moins d'une erreur de fait (art. 2852 al. 1 C.c.Q.) ou que son auteur désavoue son avocat (191 C.p.c.).

## Aveu extrajudiciaire
L'aveu extrajudiciaire est fait en dehors de l'instance. Lorsqu'il est écrit, il est toujours recevable. Lorsqu'il est verbal, il est recevable si les moyens pour prouver le fait qui en est l'objet sont recevables (2867 C.c.Q.). La force probante de l'aveu extrajudiciaire est laissée à l'appréciation du tribunal (2852 al. 2 C.c.Q.) et il est contestable pour tous moyens.

## Distinction avec l'excuse
L'excuse ne constitue pas un aveu, d'après l'article 2853.1 du Code civil du Québec. Cette règle provient d'une modification au Code civil qui  date  de juin 2020. Auparavant, les excuses étaient souvent assimilées à des aveux, ce qui avait tendance à envenimer les débats judiciaires en empêchant une partie de présenter des expressions de sympathie ou de regret à l'autre partie sans que cela ne nuise de manière importante à sa cause juridique.